# Fingon
Fingon è un personaggio di Arda, l'universo immaginario fantasy creato dallo scrittore inglese J. R. R. Tolkien. È presentato ne Il Silmarillion.

## Il personaggio
Era un Elfo dei Noldor, chiamato "Il Valoroso" ne Il Silmarillion, il figlio primogenito di Fingolfin, fratello maggiore di Turgon, Aredhel, e Argon. Il suo nome era una forma Sindarin del suo nome Quenya Findekáno per il quale Tolkien diede diverse interpretazioni: "fin", che significa "abilità", e "káne", che significa "eroe", indicherebbero "abile eroe"; oppure "findë", che significa "capelli", e "káno", che significa "comandante".
Di indole valorosa e benevola, era un comandante saggio nonché leale nei confronti di amici e alleati.
Fisicamente viene descritto come alto, dagli occhi grigi e lunghi capelli corvini intrecciati con fili d'oro.

## Biografia
Fingon seguì il padre assieme a molti altri Noldor, che inseguivano Morgoth, da Aman alla Terra di Mezzo all'inizio della Prima Era. In quegli anni strinse un forte legame con il cugino Maedhros, nonostante i dissapori tra le rispettive famiglie, e anche in seguito al tradimento di Fëanor la loro amicizia non venne mai meno. Si fece presto una buona nomea per l'audace salvataggio dell'amico, che era stato catturato e imprigionato da Morgoth a Thangorodrim. Dopo questo atto di amicizia, rammaricandosi per l'abbandono dell'esercito di Fingolfin da parte del padre Fëanor, Maedhros cedette il suo diritto per la sovranità alla Casa di Fingolfin. Fingolfin diede a Fingon un dominio nel Dor-lómin, nell'ovest dell'Hithlum, dove si distinse durante l'Assedio di Angband; sconfisse gli Orchi che provavano ad aggirare al nord e ad attaccare l'Hithlum dall'ovest. Più tardi Fingon condusse degli arcieri a cavallo per combattere contro il Drago Glaurung quando uscì per la prima volta da Angband. Circondato Glaurung, lo ferirono con molte frecce e tornò ad Angband.
Fingon divenne Re Supremo quando Fingolfin morì combattendo Morgoth dopo la Dagor Bragollach. Sette anni dopo, le forze di Morgoth invasero l'Hithlum, e Fingon fu superato numericamente, ma fu soccorso da Círdan e dalla sua gente delle Falas, che risalirono il Fiordo di Drengist sulle loro navi.
Fingon stava quasi per vincere alla Nírnaeth Arnoediad, ma alla fine fu ucciso da Gothmog, Signore dei Balrog.
(J. R. R. Tolkien, Il Silmarillion)
Suo fratello Turgon divenne di diritto Re Supremo dei Noldor, benché dopo la battaglia fosse ritornato alla segretezza di Gondolin.

## Altre versioni del legendarium
Nel Silmarillion pubblicato e curato da Christopher Tolkien, Fingon è il padre di Gil-galad. Argon non appare nel Silmarillion pubblicato.

## Fingon nella musica
Il salvataggio dell'amico Maedhros ha ispirato la canzone "Blood Tears" dei Blind Guardian, dall'album "Nightfall in Middle-Earth" del 1998.